# Marco Martens
Marco Martens (20 september 1982) is dichter, schrijver en voordrachtskunstenaar.

## Loopbaan
Van 2003 tot 2011 was Martens frontman van hiphopcollectief Macronizm. In 2012 werkte hij in opdracht van Literair Productiehuis Wintertuin mee aan de voorstelling LUCY: een samenwerking met dichter Dennis Gaens, muzikanten Michiel van den Toorn en Remco de Jong en animator Smoove Business. Deze literaire voorstelling over een onbereikbare liefde werd opgevoerd op festivals als Geen Daden Maar Woorden en Lowlands en in diverse theaters.
In 2014 schreef Martens samen met muzikanten Michiel van Iersel en Joris Sedee de muziekvoorstelling HARM. Smoove Business maakte hiervoor de visuals en Jessica Borst verzorgde de dramaturgie. De liedjes uit de voorstelling verschenen in 2015 op het album Ieder huis is uit vertrekken gebouwd, dat uitkwam op Bastaard Platen.
Voor Theaterfestival De Parade werkte Martens als lid van collectief Poetry Circle Nowhere mee aan de voorstellingen Even tussen ons (2015) en Hoe de wereld woorden kreeg (2016).
In 2017 werkte Martens onder begeleiding van theatermaker Lucas de Man aan het project Morgen zal ik thuis zijn, een EP en zes podcastafleveringen. De EP was opnieuw een samenwerking met Michiel van Iersel en Joris Sedee en bevatte gastbijdragen van Flip Noorman en De Likt-producer Giorgi Kuiper. In de podcastserie sprak hij met collega-kunstenaars Daniël Dee, Diggy Dex, Def P., Jeroen Naaktgeboren, Lucas de Man en Björn van der Doelen over het vaderschap.
Voor Oerol 2018 schreef Martens de korte voorstelling Dromenjagers: een samenwerking met Just, Michiel van Iersel, Joris Sedee en Leon Sibum.

## Overige activiteiten
Marco Martens geeft parttime les aan de Herman Brood Academie. Voor De Correspondent en Hiphop In Je Smoel portretteerde hij diverse spoken word-artiesten. Als schrijfcoach werkt hij voor diverse organisaties waaronder Poetry Circle Nowhere en 4XM Workshops. Met improvisatiecollectief Rof speelde Martens De Cabarapshow, die in 2017 en 2018 op onder meer de Zwarte Cross te zien was.

## Albums
- 2013: Tweede Viool / Derde Bedrijf (met Royal with Cheese)[6]
- 2015: Ieder huis is uit vertrekken gebouwd[7]
- 2017: Morgen zal ik thuis zijn

## Theatervoorstellingen
- 2012: LUCY, met Dennis Gaens, Michiel van den Toorn, Remco de Jong en Smoove Business
- 2014: HARM, met Michiel van Iersel, Joris Sedee en Smoove Business
- 2015: Even tussen ons, met Poetry Circle Nowhere
- 2016: Hoe de wereld woorden kreeg, met Poetry Circle Nowhere
- 2018: Dromenjagers, met Just, Michiel van Iersel, Joris Sedee en Leon Sibum